# Troilita
La troilita és un mineral del grup dels sulfurs que pertany al grup pirrotina de minerals. Es va descobrir com a part dels minerals presents en mostres de meteorits, suposant-se inicialment que podia ser pirita. Deu el seu nom al pare Domenico Troili, que ho va descriure en 1766, després de trobar-ne entre els minerals presents en les condrites que havien caigut sobre Albareto (província de Mòdena, Itàlia). Inicialment va ser anomenada marchesita i fins a un segle més tard (1863) no es va considerar un mineral nou.

## Característiques
La troilita és un sulfur de fórmula química FeS, sulfur de ferro (II), de color negre grisenc i lluentor metàl·lica, que cristal·litza en el sistema hexagonal. Pertany al grup de la pirrotina, encara que aquesta última és un compost no estequiomètric. És insoluble en aigua, però soluble en àcids amb els quals reacciona per a formar àcid sulfhídric, SH₂. La seva duresa a l'escala de Mohs oscil·la entre 3,5 i 4.

## Formació i jaciments
La seva presència a la Terra no és molt freqüent encara que es pot trobar entre capes de serpentina o associat a impactes meteorítics. És habitual en mostres de meteorits i també apareix com a components de roques lunars i marcianes. Basant-se en observacions de la nau Voyager el 1979 i Galileo el 1996, la troilita sembla una fase important en la composició mineral de les roques model d'alguns satèl·lits de Júpiter com Ganímedes i Cal·listo. Les anàlisis de sòl efectuades per fluorescència de raigs X per les naus Viking-1 i Viking-2 i les dades de raigs γ de Phobos-2 mostren que és probable que la troilita sigui un mineral comú en les roques superficials de Mart.
Als territoris de parla catalana ha estat descrita al meteorit de Nulles, una condrita ordinària recollida en aquest municipi de la comarca de l'Alt Camp l'any 1851 i al meteorit de Canyelles, una altra condrita que va caure sobre Canyelles en el mes de maig de l'any 1861.